# Tensiómetro

Típica curva de resistencia para aleaciones no ferrosas.
1: límite elástico verdadero
2: límite de proporcionalidad
3: límite elástico
4: rendimiento tensional

Comúnmente se denomina tensiómetro a aquel equipo actuado mediante fuerza mecánica para ejercer tracción o compresión. Dependiendo de la dirección ejercida, este cuenta con celdas de carga que envían una señal eléctrica y un software de adquisición de datos que convierte esta señal en valores numéricos, los cuales se podrán leer comúnmente en unidades de fuerza tales como Newton (N) o Libras-fuerza (Lbf).